# Apistogrammoides pucallpaensis
Genre
Espèce
Apistogrammoides pucallpaensis est une espèce de poissons de la famille des Cichlidae. C'est la seule espèce de son genre Apistogrammoides (monotypique).

## Répartition
Apistogrammoides pucallpaensis se rencontre dans le bassin amazonien, depuis le río Ucayali au Pérou jusqu'à l'île de Santa Sofía sur l'Amazone en Colombie.

## Description
La taille maximale connue pour Apistogrammoides pucallpaensis est de 23 mm pour les femelles et 27 mm pour les mâles. Les œufs, jusqu'à 80, sont déposés sur le plafond de cavités et sont protégés par la femelle.

## Étymologie
Le genre Apistogrammoides, composé de Apistogramm[a] et du suffixe -oides, « qui a la forme de », fait référence à la proximité de ce genre avec le genre Apistogramma, mais qui s'en différencie notamment par la présence de huit arêtes à sa nageoire anale au lieu de trois.
Son nom spécifique, composé de pucallpa et du suffixe latin -ensis, « qui vit dans, qui habite », lui a été donné en référence au lieu de sa découverte, Pucallpa, dans la région de Ucayali au Pérou.

## Publication originale
- (de) Hermann Meinken, « Über eine neue Gattung und Art der Familie Cichlidae aus Peru (Pisces, Percoidea, Cichlidae) », Senckenbergiana Biologica, vol. 46, no 1,‎ 26 mars 1965, p. 47-53.